# 烏干達的印度人
在烏干達，有一個規模可觀的印度人社區，在1972年前他們人口達80000人，而在2003年估計人口有15000人。

## 歷史
在19世紀後期，很多錫克人以三年合同形式被帶到烏干達從事建設烏干達鐵路(在1901年從蒙巴薩至基蘇木，在1931年至坎帕拉)。有些人死亡，其他人在合同結束後返回印度，其他人選擇留下。他們和古吉拉特人一起生活被稱為乘客。印度教徒和穆斯林自由移民因經濟需要而作為契約勞動者得到發展機會。
隨著時間的推移，印度人變得繁榮和主宰整個經濟，導致一些烏干達人的憤慨。在1971年伊迪·阿明以軍事政變推翻米爾頓·奧博特時，次年，阿明下令驅逐居住在烏干達的亞洲人。結果，許多印度人遷移到了英國，加拿大，美國等地，開始重建生活。當阿明去世後，一些印度人開始回流。